# Economía de la República Democrática del Congo
La economía de la República Democrática del Congo sigue en lenta recuperación después de décadas de inestabilidad que siguieron a la independencia del país en 1960. La corrupción sistémica desde la independencia el 1960, combinada con una inestabilidad diseminada y un conflicto iniciado en los años 1990, produjeron una dramática reducción de la producción nacional y de los ingresos del gobierno, y ampliaron la deuda externa. Escasamente poblada en relación con su territorio, la República Democrática del Congo alberga una vasta variedad de recursos naturales y abundancia mineral. A pesar de esto, la RDC se está modernizando rápidamente. Para el 2016 empató con Malasia por el aumentó más grande en relación con el IDH en 2016. Los proyectos gubernamentales incluyen el fortalecimiento del sistema de salud para la salud maternoinfantil, la expansión del acceso a la electricidad, la reconstrucción del suministro de agua y los programas de rehabilitación urbana y social.

## Comercio exterior
En 2020, el país fue el 94º exportador más grande del mundo (US $ 7.5 mil millones). En la suma de bienes y servicios exportados, alcanza los US $ 15,1 mil millones, ubicándose en el puesto 87 del mundo. En importaciones, en 2019, fue el 110º mayor importador del mundo: 6.600 millones de dólares.

## Sector primario

### Agricultura

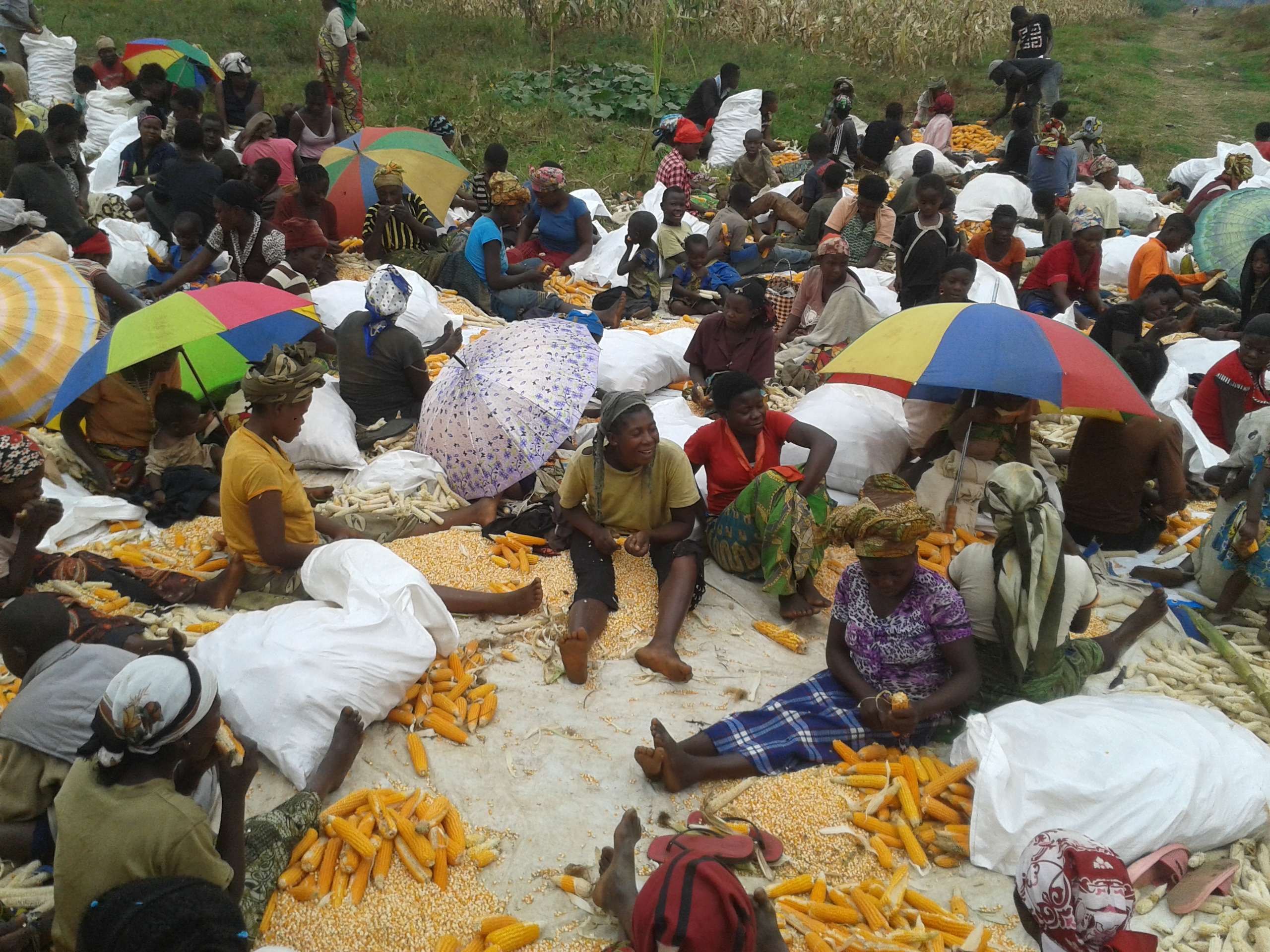
Mujeres desgranando el maíz.

La agricultura es el apoyo principal de la economía, reuniendo el 57,7% del PIB en 1997. El café, aceite de palma, caucho, algodón, azúcar, té y cacao son algunas de las principales cosechas. Las cosechas de comida incluyen yuca, plátano malayo, maíz, maní y arroz. En 1996, la agricultura empleaba al 66% de la fuerza laboral.La gran mayoría de la población de la región se dedica a actividades agrícolas de subsistencia. Dado el limitado desarrollo del mercado de trabajo en cuanto a especialización de mano de obra, las estadísticas sobre actividades económicas de la población proveen información también limitada. Sin embargo, del análisis de estos datos se puede llegar a algunas conclusiones en cuanto a la disponibilidad de recursos humanos para los proyectos de desarrollo económico a ser emprendidos.
La República Democrática del Congo produjo en 2018:
- 29,9 millones de toneladas de mandioca (tercer productor mundial, superado solo por Nigeria y Tailandia);
- 4,7 millones de toneladas de "plantain" (mayor productor del mundo);
- 2 millones de toneladas de maíz;
- 1,1 millones de toneladas de aceite de palma;
- 990 mil toneladas de arroz;
- 384 mil toneladas de batata;
- 309 mil toneladas de plátano;
- 307 mil toneladas de maní;
- 213 mil toneladas de mango (incluido mangostán y guayaba);
- 213 mil toneladas de papaya;
- 205 mil toneladas de frijoles;
- 186 mil toneladas de piña;
- 168 mil toneladas de naranja;
- 101 mil toneladas de patata;

Además de las menores producciones de otros productos agrícolas, como café (29 mil toneladas), cacao (3,6 mil toneladas) y caucho natural (14 mil toneladas).

### Ganadería
En ganadería, la República Democrática del Congo produjo, en 2019: 89 mil toneladas de carne de caza; 26 mil toneladas de cerdo; 20 mil toneladas de carne de vacuno; 16 mil toneladas de carne de chivo; 10.000 toneladas de carne de pollo; 7,9 millones de litros de leche de vaca, entre otros.

## Sector secundario

### Industria
El Banco Mundial enumera los principales países productores cada año, según el valor total de la producción. Según la lista de 2019, la República Democrática del Congo tenía la 69a industria más valiosa del mundo ($ 10.0 mil millones).

### Minería
En 2019, el país fue el mayor productor mundial de cobalto, el mayor productor mundial de tantalio, el cuarto productor más grande del mundo de cobre y el séptimo productor mundial de estaño.
En la producción de oro, entre 2015 y 2017, el país produjo 37 toneladas por año.
Rica en minerales, la República del Congo tiene una historia complicada con la extracción mineral, lo que ha ocasionado muchas confrontaciones dentro del país por varias décadas, pero particularmente en los 2023.

### Energía
En energías no renovables, en 2020, el país fue el 63.er productor mundial de petróleo, extrayendo 23.000 barriles / día. En 2011, el país consumió 10,000 barriles / día (152 ° consumidor más grande del mundo) En 2015, la República Democrática del Congo fue el 94.º productor mundial de gas natural, con una producción casi nula.
En energías renovables, en 2020, la República Democrática del Congo no tenía ni energía eólica ni energía solar.

## El régimen
A pesar del vasto potencial del país, durante el régimen dictatorial de Mobutu Sese Seko, la amplia corrupción, los controles económicos y la explotación de recursos públicos para ganancias personales frustraron el crecimiento económico del país. Las transacciones ilícitas de la economía no oficial del Zaire fueron tres veces el PIB oficial del país, según se estimó a inicios de los noventa.
Los registros del Congo respecto a los donantes bilaterales y multilaterales son desiguales. La secuencia de planes económicos hechos por el Banco Mundial y el Fondo Monetario Internacional desde la independencia, el desequilibrio presupuestario, la inflación y la deuda plagó constantemente el gobierno de Mobutu. A principios de 1990, el Banco Mundial y el FMI suspendieron la mayoría de los desembolsos y de la ayuda bilateral. Incapaz de pagar sus deudas, los derechos de préstamo del FMI al Zaire fueron cortados en febrero de 1992; los créditos del Banco Mundial fueron congelados en julio de 1993. La introducción de una nueva moneda, la Nuevo Zaire (NZ), se produjo de manera desordenada, y la escala de inflación se elevó al 9.000% en 1994.

## El derrocamiento del régimen
En mayo de 1997, la Alianza de Fuerzas Democráticas para la Liberación del Congo (AFDLC), liderada por Laurent Kabila, derrocó al régimen de Mobutu Sese Seko, dando fin a la República del Zaire. Bajo la Presidencia de Kabila, el Estado y las empresas estatales comenzaron un programa de reconstrucción. El gobierno comenzó una reforma al corrupto sistema de impuestos, fuerza policial civil y reparó los daños del sistema de vías.
En agosto de 1998, una guerra explotó en la República Democrática del Congo. Al mismo tiempo, se habían logrado algunos progresos para la reconstrucción del país, pero la mayoría de los problemas continuaron en la infraestructura de transporte, administración aduanera y el sistema de impuestos. Las finanzas del Gobierno no se pusieron en orden y las relaciones con el FMI y el Banco Mundial continuaban en desorden. Muchos de los réditos del Gobierno no fueron incluidos en las publicaciones de estadística de réditos y gastos. Las relaciones con el Banco Mundial estuvieron interrumpidas como resultado de la incapacidad del Gobierno para finalizar un acuerdo para la administración del Fondo Fiduciario para el Congo del Banco Internacional de Reconstrucción y Fomento (BIRF).

## La guerra
La explosión de la guerra en los días iniciales de agosto de 1998 causaron un declive mayor en la actividad económica que continúa en el presente. El país ha sido dividido en territorios rebeldes y territorios sostenidos por el Gobierno; el comercio entre éstos fue detenido. Los enlaces comerciales y económicos entre varios sectores del país no son fuertes pero sí importantes.
Después de la aparición de inflación durante agosto de 1998, el gobierno comenzó a esforzarse en leyes para el control de precios. También comenzó la regulación mercados de cambio extranjeros. Juntándolos, estas medidas han dañado seriamente la capacidad de los negocios que dependen de la importación para sus operaciones. Además, las pequeñas ganancias contra la inflación y la devaluación monetaria fueron rápidamente invertidas cuando la rebelión apoyada desde el extranjero en la parte Este del país comenzó en agosto de 1998. La guerra redujo dramáticamente el rédito del Gobierno e incrementó la deuda externa. Negocios extranjeros acortaron operaciones debido a la incertidumbre acerca del resultado del conflicto y porque las restricciones y los hostigamientos del gobierno. La amplia extensión entre la tarifa oficial para la compra de la nueva moneda, el Franco congoleño, y el precio del mercado negro para la compra de dólares forzaron a los mercaderes a tasar sus bienes importados de acuerdo a la tarifa oficial para comprar la moneda local.
La pobre infraestructura, un incierto marco legal, corrupción y la carencia de fiabilidad de la policía económica y las operaciones financieras mantiene un freno para la inversión y el crecimiento. Un número de misiones del Banco Mundial y el FMI se han reunido con el nuevo gobierno para ayudar a desarrollar un coherente plan económico pero las reformas asociadas están interrumpidas. Frente a una continua devaluación, el gobierno recurrió a medidas más estrictas y en enero de 1999 prohibió el extenso uso del dólar estadounidense para las transacciones comerciales domésticas, posición que ajustó más adelante. El gobierno ha sido incapaz de proveer cambio extranjero para transacciones económicas, mientras recurre a imprimir dinero para financiar su gasto. El crecimiento fue negativo en 2000 por la dificultad de reunir las condiciones para donantes internacionales, los bajos precios de las exportaciones dominantes y la inestabilidad post-rebelión.